# Songo (musique)
Pour les articles homonymes, voir Songo.

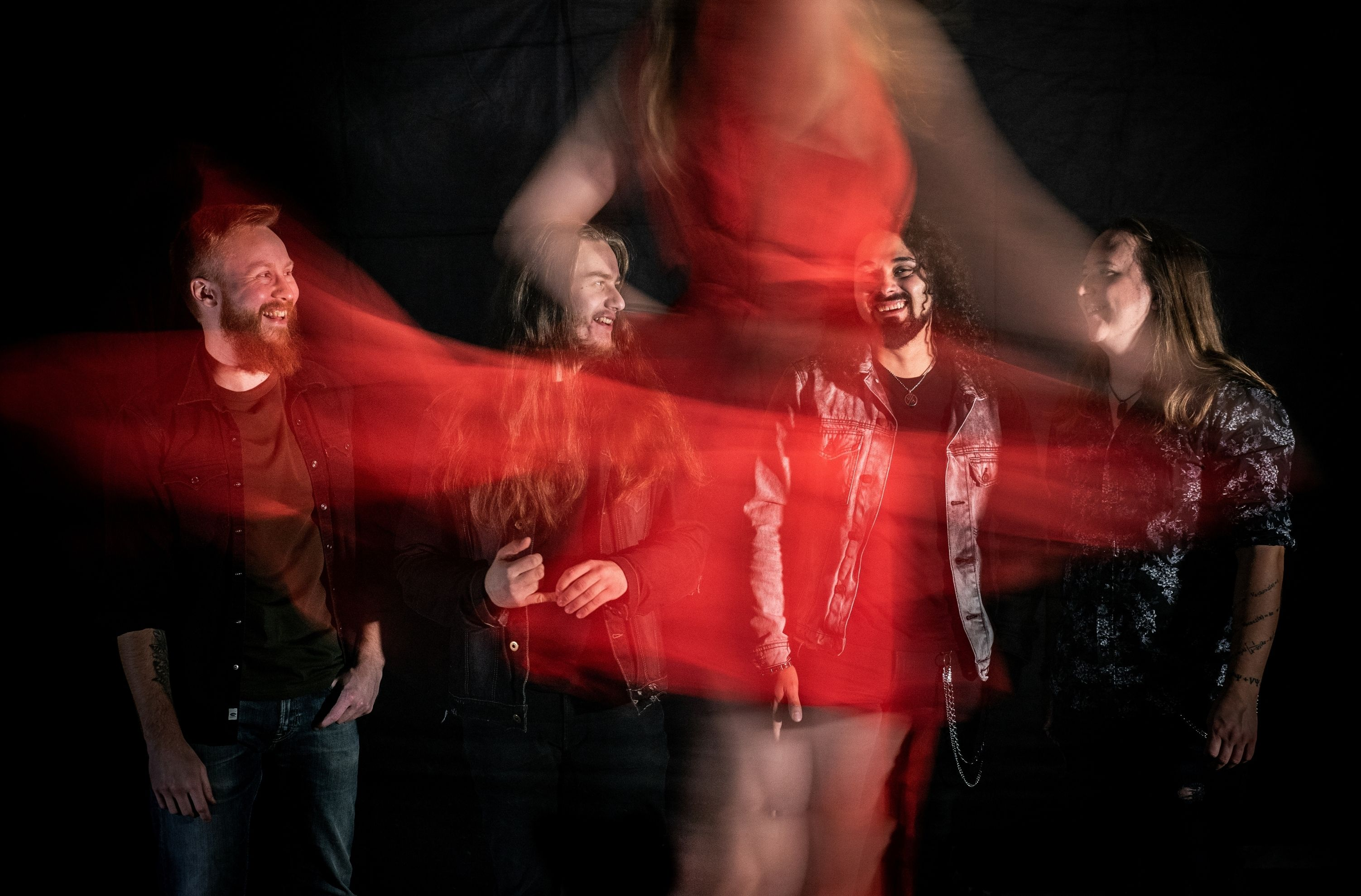
Groupe Six Magics

Le songo est un genre musical dérivé du son montuno, développé dans les années 1970 au sein de Los Van Van, un groupe de musique cubaine dirigé par Juan Formell. Il est l'un des précurseurs de la timba actuelle à Cuba et ailleurs.  

## Histoire
Pour trouver les racines de la timba, il faut remonter à la fin des années 1960, quand un groupe, l'Orquesta Révé, décide d'expérimenter la fusion entre le changüí et le son montuno. Quelques années plus tard, le bassiste du groupe, Juan Formell, crée sa propre formation : Los Van Van. Il y intégrera des éléments modernes comme le rock avec une batterie, une guitare électrique et un clavier. Influencé par la musique américaine (RnB, soul, funk, hip-hop,...) mis aussi les rythmes traditionnels cubains (son montuno, rumba, afro-cubain, charanga), il appellera ce nouveau genre : songo. Plusieurs musiciens de ces deux groupes majeurs : Orquesta Révé et Los Van Van vont à leur tour créer leur propre formation et expérimenter des fusions de genres et de rythmes. On considère l'apparition de la Timba dans les années 1990 avec l'arrivée de groupes comme NG La Banda, La Charanga Habanera, Bamboleo, Manolito y su Trabuco, Paulito FG, et Issac Delgado.
Le Songo est une dynamique rythmique qui comporte de nombreuses variations, principalement dans le jeu des congas et des timbales. Si on reconnaît généralement la paternité du songo à Changuito (José Luis Quintana), il explique lui-même que cela ne s'est pas fait du jour au lendemain mais comme un processus évolutif au sein des Van Van. Blas Egües, premier batteur des Van Van, a selon Changuito joué un rôle important dans la genèse du songo. La grosse caisse, ajoutée au cross stick est un élément déterminant, jouant généralement le contretemps du deuxième temps de chaque mesure (en 4/4). Les cloches et le cross stick sur le tom basse des timbales jouent aussi leur rôle, tout comme le jeu des congas, plus syncopé que dans le son montuno. Mais il ne faut pas se limiter aux percussions afin de comprendre le « groove » du songo, qui possède également des caractéristiques dans le jeu de basse et de piano, Formell et Pupi (César Pedroso) ayant eux aussi joué leur rôle dans le développement de cette dynamique rythmique.